# Hraboweć (rejon czerniwecki)
Hraboweć (ukr. Грабовець) – wieś na Ukrainie, w obwodzie winnickim, w rejonie czerniweckim. W 2001 roku liczyła 161 mieszkańców.